# M26模組配件霰彈槍系統
M26模組配件霰彈槍系統（M26 Modular Accessory Shotgun System，简称MASS，開發時稱為XM26）是一種模組化配件式的霰彈槍，主要提供給美軍的M16突擊步槍及M4卡賓槍系列作為战术附件，亦可裝上手枪握把及槍托獨立使用。在2008年5月，M26開始進行小批生產，共35,000把，並裝備在阿富汗的美軍部隊。

## 開發背景
M26模組式霰彈槍系統由C-More系統開發，為在阿富汗作戰的美軍部隊提供一種可整合在步槍上的輕型破門霰彈枪而不需另外攜帶，可根據任務要求作不同配搭。 
在1990年代後期，M26的模組式設計由美国陸軍士兵戰鬥研究室（US Army's Soldier Battle Lab）開發，霰彈枪部份由C-More系統提供。開發目的是為士兵提供一種可安裝在M16A2或M4A1卡賓槍，可發射特種彈藥如破門彈、00号鹿彈及非致命彈藥的輕型附件式武器。
原本開發概念是1980年代由士兵以截短型雷明登870下掛於M16槍管的自制Masterkey霰彈槍。M26比Masterkey握持時較為舒適，採用可提高装填速度的可拆式彈匣供彈，有不同枪管长度的型号，手動槍机，拉机柄可選擇裝在左右兩边，比傳統泵动霰彈枪更為方便，槍口裝置可前後調較以控制霰彈的擴散幅度及提高破障效果。

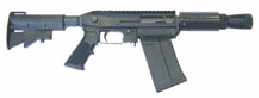
M26霰彈槍的獨立使用型

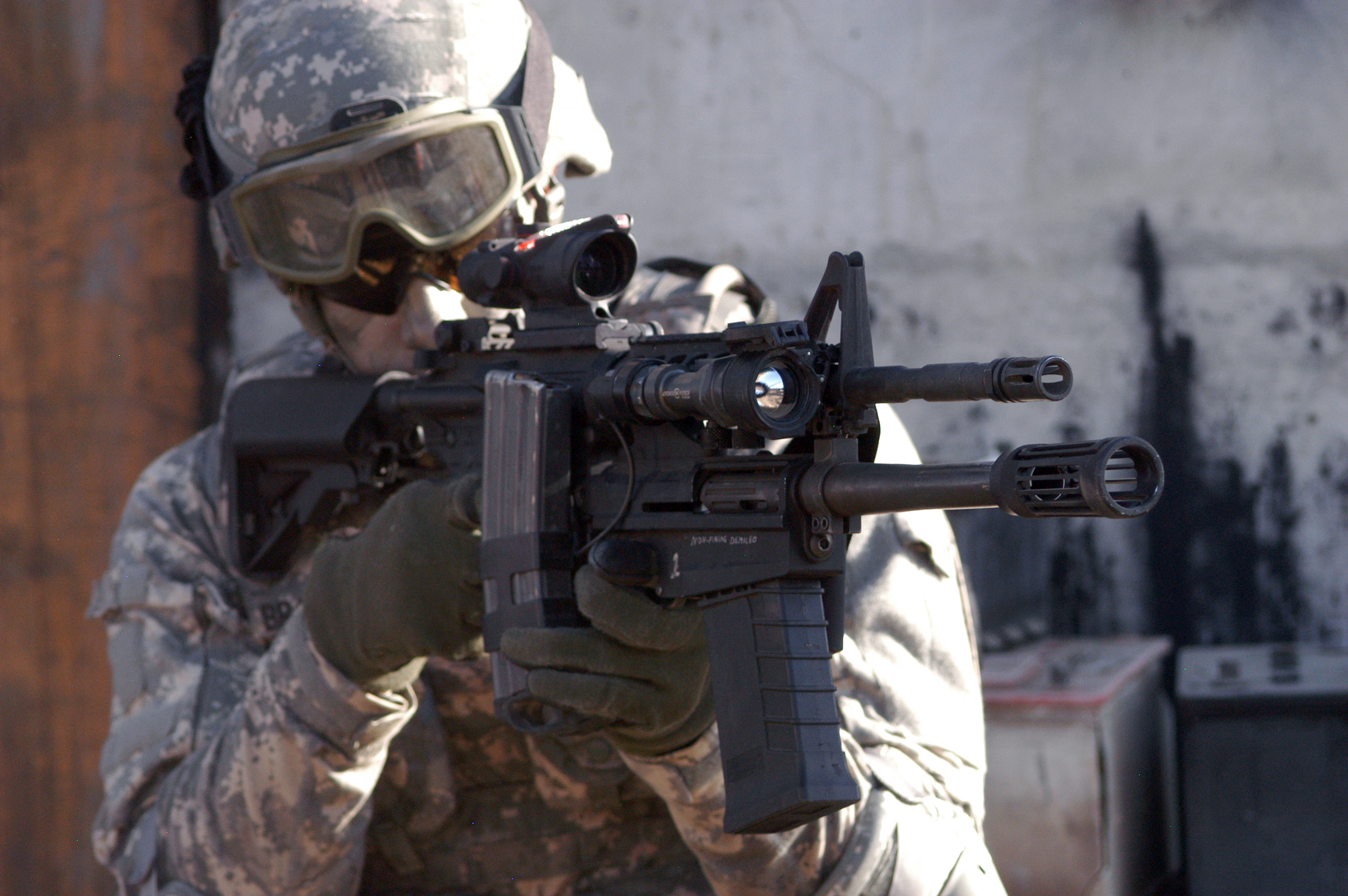
使用狀態

## 使用者
- 乌克兰
  - 烏克蘭武裝部隊
- 美国
  - 美國陸軍

## 流行文化

### 電影
- 2001年—：下掛於警察追捕Gabriel "Gabe" Law（李連杰飾演）時所使用的M4A1卡賓槍。
- 2009年—：下掛於約翰·康納（克里斯汀·貝爾飾演）的M4A1卡賓槍，亦曾單獨使用。
- 2012年—：於尼泊爾行動期間下掛於李·聖誕（傑森·史塔森飾演）的M4A1卡賓槍。

### 電子遊戲
- 2008年—：独立使用版，奇怪地可作半自动及全自動射击而只需在装弹时拉动一次装填拉柄。
- 2011年—：可下掛於多種突擊步槍上或單獨使用。
- 2013年—：可下掛於多種突擊步槍上或單獨使用。
- 2015年—：於2016年2月2日新的dlc「黑冰行動」（Operation Black Ice）下掛於新釋出角色第二聯合特遣部隊幹員「Buck(公鹿)」的C8卡賓槍或CAMRS步槍（英语：L1A1 Self-Loading Rifle）上，命名為「萬能鑰匙」（Skeleton Key），奇怪的被設定為半自動射擊。
- 2017年—《硝云弹雨》：作为武器配件下挂于“鬣狗”上。
- 2018年—《叛亂：沙漠風暴》
- 2019年—：第二季新增武器，命名為“VLK Rogue”，外觀與真槍有些許不同，而且被設定由虛構的俄羅斯武器製造商“VLK”所生產。
- 2024年—《浩劫殺陣2：車諾比之心》：命名為「Holemaker-L」，作為武器配件可下掛於部份突擊步槍和狙擊步槍上。奇怪地被設定為半自動射擊。

## 外部連結
- （英文）－C-More Systems （页面存档备份，存于）
- （英文）－Security Arms （页面存档备份，存于）
- （英文）－Modern Firearms
- （英文）－Nazarian`s Gun`s Recognition Guide （页面存档备份，存于）
- （英文）－Global Security （页面存档备份，存于）
- （中文）－槍炮世界—XM26 （页面存档备份，存于）